# (1113) Катя
(1113) Катя (лат. Katja) — астероид главного пояса, который был открыт 15 августа 1928 года советским астрономом Пелагеей Шайн в Симеизской обсерватории и назван в честь Екатерины Лосько, лаборантки из этой обсерватории.

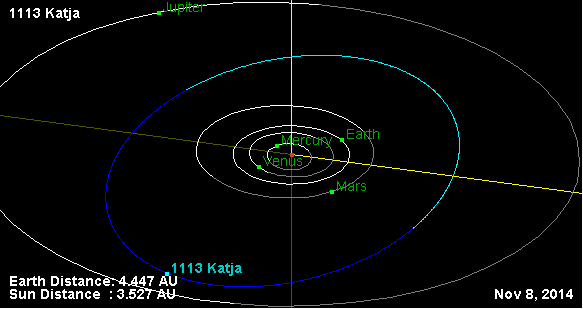
Орбита астероида Катя и его положение в Солнечной системе